# Tomb Raider: The Nightmare Stone
Tomb Raider: The Nightmare Stone (також просто Tomb Raider (2000)) — це відеогра, яка вийшла в 2000 році для Game Boy Color. Гра була розроблена Core Design і опублікована Eidos Interactive та THQ. Це перша портативна гра в серії Tomb Raider, а продовжили серію Curse of the Sword та The Prophecy. Хоча вона поділяє свою назву з першим тайтлом серії, Tomb Raider для Game Boy Color йде за іншим сюжетом.